# 李清淵
李清淵（：／，1954年5月25日—），是大韓民國的教育家，2014年7月1日起擔任仁川廣域市敎育監。

## 生平
李清淵高中就讀洪城高等學校，後進入仁川教育大學兩年基礎教育碩士研究生，被視為進步派的教育人物。
2014年6月4日，李清淵在大韓民國第六屆敎育監選舉中以382,724票擊敗三名候選人金英泰（韓語：김영태）、李本守（韓語：이본수）及安慶洙當選仁川廣域市敎育監。